# Ernest Constans

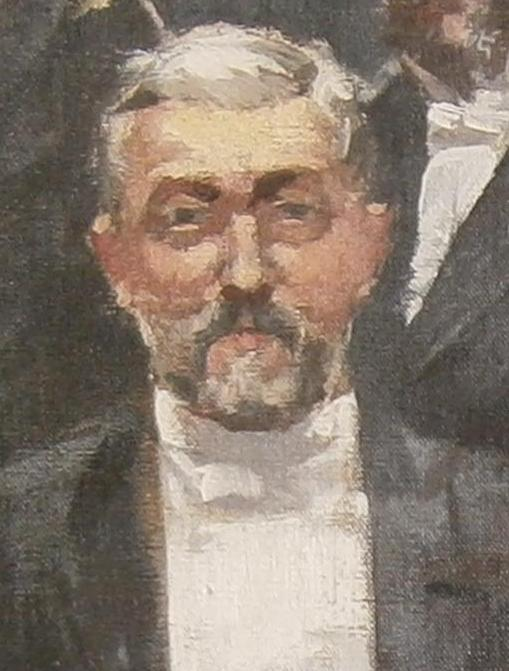
Ernest Constans

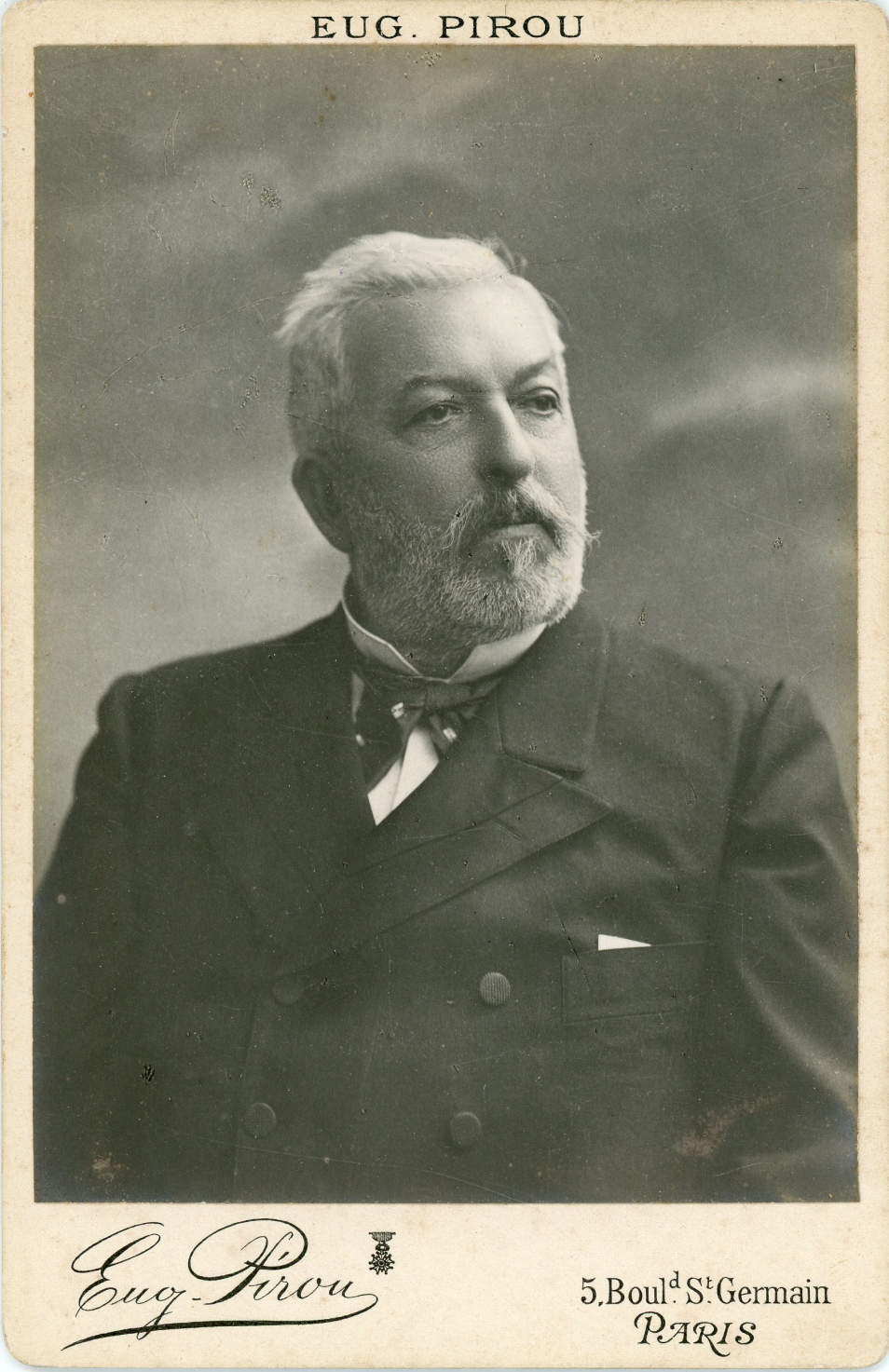
Ernest Constans

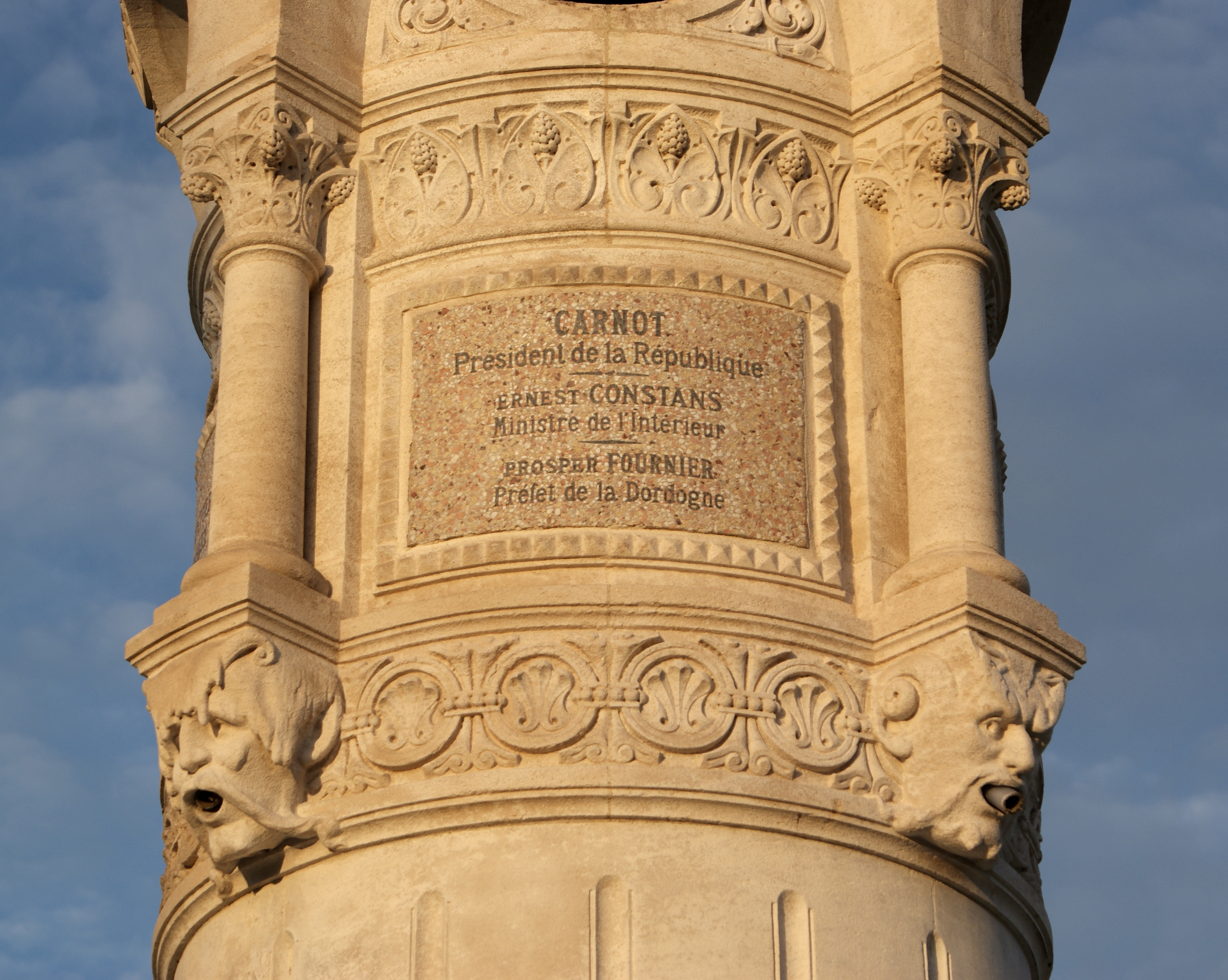
Brunnen auf der Place Plumancy in Périgueux

Jean Antoine Ernest Constans (* 3. Mai 1833 in Béziers; † 7. April 1913 in Paris) war ein französischer Staatsmann. Von Mai 1880 bis November 1881 sowie von Februar 1889 bis Februar 1892 (mit einer 17-tägigen Unterbrechung im März 1890) amtierte er als Innenminister.

## Leben
Ernest Constans, Sohn von Armand Constans und Marie Victoire Galtié, studierte zuerst Rechtswissenschaften, wurde 1854 in Toulouse in dieser Disziplin Lizenziat und erhielt drei Jahre später den Doktortitel. Am 19. Februar 1857 heiratete er in Sainte-Croix in Aveyron die Anwaltstochter Magdeleine Masbou und praktizierte 1861 als Advokat in Toulouse. Er widmete sich dann aber dem Handel und ließ sich in Barcelona nieder. Nach mehreren verunglückten Unternehmungen verließ er Spanien und wirkte als außerordentlicher Professor der Jurisprudenz an den Fakultäten zu Douai, Dijon und Toulouse. In letztgenannter Stadt bekleidete er mehrere Kommunalämter; so war er dort bis 1873 Munizipalrat und Adjunkt und erwarb sich um die Errichtung von Laienschulen große Verdienste.
Constans wurde im Februar 1876 in Toulouse in die Deputiertenkammer gewählt, wo er sich der Union Républicaine anschloss. Im Oktober 1877 erfolgte seine Wiederwahl als Abgeordneter. 1879 wurde er im Kabinett Freycinet zum Unterstaatssekretär im Innenministerium ernannt und am 17. Mai 1880 nach Lepères Rücktritt selbst Innenminister. Er stand unter Gambettas Einfluss und veranlasste, da er mit dem Justizminister Jules Cazot und dem Kriegsminister Jean Joseph Farre gegen Freycinet auf die unverzügliche Ausführung der Märzdekrete gegen die nicht berechtigten Kongregationen drang, Freycinets Rücktritt. Bei der Bildung des von Jules Ferry geführten Kabinetts (23. September 1880) übernahm Constans wieder das Innenministerium, trat aber mit Ferry am 14. November 1881 zurück.
In der Kammer vertrat Constans stets einen opportunistischen Standpunkt, was ihm die Feindschaft der Radikalen zuzog, die ihn zwangen, seine im November 1887 erlangte Stelle des ersten Generalgouverneurs von Französisch-Indochina, als unvereinbar mit der eines Abgeordneten, im April 1888 niederzulegen. Am 22. Februar 1889 trat er als Innenminister in das Kabinett Tirard ein, schritt sofort energisch gegen General Boulanger und dessen Anhänger ein und ließ am 3. April 1889 die Ligue des Patriotes auflösen. Dass Boulanger verurteilt wurde und seine Partei bei den Wahlen im September 1889 eine empfindliche Niederlage erlitt, war wesentlich dem Einfluss von Constans zuzuschreiben. So wurde die erschütterte Republik wieder befestigt.
Am 29. Dezember 1889 wurde Constans vom Département Haute-Garonne zum Senator gewählt. Als Tirard den Radikalen gegenüber eine dem Ansehen der Staatsgewalt abträgliche Nachgiebigkeit zeigte, war Constans im Ministerrat anderer Meinung und trat bei erster Gelegenheit am 1. März 1890 als Innenminister zurück. Mit ihm verlor das Kabinett Tirard seinen letzten Halt. Nachdem dieses am 14. März 1890 gestürzt war und Freycinet von Präsident Marie François Sadi Carnot den Auftrag erhalten hatte, ein neues Ministerium zu bilden, übernahm Constans am folgenden 17. März wieder das Portefeuille des Inneren. Er wurde von einem Teil der Presse und den Abgeordneten der Partei Boulangers scharf angegriffen, legte aber seinen Ministerposten erst nieder, als das ganze Kabinett Freycinet am 26. Februar 1892 wegen einer Niederlage in der Kammer seine Entlassung einreichte. Constans wurde in das unter Loubets Vorsitz am 28. Februar 1892 konstituierte Kabinett nicht wieder aufgenommen.
Am 27. Dezember 1898 wurde Constans französischer Botschafter in Konstantinopel und behielt diese Stellung bis zum Juni 1909. Er starb am 7. April 1913 im Alter von knapp 80 Jahren in Paris.